# Tarsicio de Azcona
Jesús Morrás Santamaría, más conocido como Tarsicio de Azcona (Azcona, Navarra, 24 de diciembre de 1923-Pamplona, 21 de mayo de 2022) fue un religioso capuchino e historiador español. Considerado uno de los mayores expertos mundiales en la figura y la época de la reina Isabel la Católica.

## Biografía
Nació en la víspera de la Navidad de 1923 en la localidad navarra de Azcona. Era el quinto de siete hermanos de una familia campesina modesta. En su localidad natal estudió la enseñanza elemental hasta que, cuando contaba diez años, se trasladó al seminario que los capuchinos tenían en Alsasua. Allí vivió la Guerra civil.
Posteriormente se formó en Filosofía y Teología en Estella y Pamplona, antes de ser ordenado sacerdote en 1946. Más tarde se trasladó a Roma, donde se formó en Historia de la Iglesia y Archivística en la Universidad Gregoriana y en la Escuela Vaticana, además de hacer estudios de Historia Civil en la Universidad de Zaragoza.
En 1951 comenzó su labor docente, que desarrolló durante cuarenta años. Primero en el convento de Extramuros Capuchinos (Pamplona), donde vivió la mayor parte de su vida. Allí enseñó Historia de la Iglesia (1951-1968); y posteriormente impartió la misma materia en el Centro Superior de Estudios Teológicos de Pamplona, hasta su retiro (1969-1992).
También realizó una fructifera labor pastoral, celebrando la santa misa durante más de treinta años en diversas iglesias, conventos y centros asistenciales del barrio de la Rochapea (Pamplona).

## Producción e investigación histórica
Sus investigaciones se centraron en el reinado de Enrique IV de Castilla y los Reyes Católicos.
A partir de 1956 publicó una veintena de libros y monografías, además de un centenar de artículos en revistas científicas. Entre ellas destacan dos biografías de Isabel la Católica y Juana la Beltraneja; un análisis de la historia de Navarra y un análisis de las bulas del papa Julio II en la conquista del Reino.
Su último libro De campesino a historiador. Apuntes biográficos, publicado por el Gobierno de Navarra, 2022, apareció poco antes de su fallecimiento.
Miembro académico correspondiente de Navarra en la Real Academia de la Historia (2011).

## Premios
- Premio Príncipe de Viana de la Cultura (12 de mayo de 2014), otorgado por el Gobierno de Navarra, por la calidad y el rigor de su trabajo y por su condición de historiador versátil, capaz de moverse con igual soltura en el escenario europeo, español, navarro y local.[7]